# Skoki do wody na Letnich Igrzyskach Olimpijskich 2012 – trampolina 3 m synchronicznie kobiet
Konkurs skoków do wody z trampoliny 3 m kobiet synchronicznie podczas Letnich Igrzysk Olimpijskich 2012 rozegrany został 29 lipca. Zawody rozgrywane były w Aquatics Centre.

## Format
W każdej rundzie para zawodniczek wykonuje po 5 skoków. Zawodniczki ocenia 11 sędziów: po trzech na każdą zawodniczkę i pięciu ocenia synchronizację skoków. Pod uwagę brane są tylko środkowa ocena każdej z zawodniczek i trzy środkowe oceny synchronizacji. Z tych pięciu ocen liczona jest średnia, którą następnie mnoży się przez 3 i przez stopień trudności skoków co daje końcowy wynik. Wszystkie noty są sumowane i wygrywa para z najlepszym wynikiem końcowym.

## Terminarz
Czas UTC+1:00
| Data                    | Godzina | Runda |
| ----------------------- | ------- | ----- |
| Niedziela 29 lipca 2012 | 15:00   | Finał |

## Wyniki
Wyniki:
| Pozycja | zawodniczki                            | Skok  | Skok  | Skok  | Skok  | Skok  | Suma punktów |
| Pozycja | zawodniczki                            | 1     | 2     | 3     | 4     | 5     | Suma punktów |
| ------- | -------------------------------------- | ----- | ----- | ----- | ----- | ----- | ------------ |
| złoto   | He Zi Wu Minxia                        | 54.00 | 52.80 | 79.20 | 80.10 | 80.10 | 346.20       |
| srebro  | Kelci Bryant Abigail Johnston          | 52.80 | 52.20 | 74.70 | 70.20 | 72.00 | 321.90       |
| brąz    | Jennifer Abel Émilie Heymans           | 53.40 | 47.40 | 72.90 | 74.70 | 68.40 | 316.80       |
| 4       | Tania Cagnotto Francesca Dallapé       | 52.20 | 52.20 | 74.70 | 63.90 | 71.10 | 314.10       |
| 5       | Sharleen Stratton Anabelle Smith       | 49.20 | 49.20 | 70.20 | 69.75 | 66.60 | 304.95       |
| 6       | Olena Fiedorowa Hanna Pysmenska        | 49.20 | 48.00 | 63.00 | 72.90 | 69.30 | 302.40       |
| 7       | Alicia Blagg Rebecca Gallantree        | 49.80 | 52.20 | 56.70 | 72.00 | 54.90 | 285.60       |
| 8       | Cheong Jun Hoong Pamg Pandelela Rinong | 46.20 | 47.40 | 54.00 | 71.10 | 64.80 | 283.50       |